# Georges Le Cadet
Georges Le Cadet, né à Lyon le 1er février 1864, mort à Lyon le 12 mars 1933, est un astronome français, directeur de l'observatoire central de l'Indochine de 1907 à 1925.

## Biographie
Georges Henri Pierre dit « le Cadet » naît dans le 1er arrondissement de Lyon le 1er février 1864 de Claudine Marie Brun et Pierre dit « le Cadet », qui exercent les fonctions respectives de femme de chambre et de domestique. Il fréquente l’école de la Martinière où il rencontre Auguste et Louis Lumière. En septembre 1879, alors âge de quinze ans, il est présenté au directeur du nouvel observatoire de Lyon, l'astronome Charles André, qui l’embauche comme observateur auxiliaire météorologiste pour la station du parc de la Tête-d'Or. Le Cadet poursuit néanmoins ses études, d’abord à l’École des Beaux-Arts de Lyon, puis passe le baccalauréat, et enchaîne à la faculté des sciences deux licences : une en mathématiques et une en physique. En parallèle de ses études, il est nommé préparateur d'astronomie à la faculté des sciences en octobre 1884.

### Observatoire de Lyon
Il est nommé assistant à l’observatoire de Lyon le 1er janvier 1895 . Il soutient en 1898 une thèse consacrée à l'étude du champ électrique de l'atmosphère. Ce sujet deviendra son champ principal de recherche et il y travaille dès 1892. Cette année-là, il effectue une ascensions en ballon avec son directeur Charles André et l'aéronaute Jean-Claude Pompeïen-Piraud. L'expérience faillie être tragique : le ballon s'écrasa au sol et André fût blessé. Néanmoins, Le Cadet réalisa quatre autres ascensions.
En 1900, il fut nommé astronome adjoint pour remplacer François Gonnessiat, nommé directeur de l’observatoire de Quito. En plus de ses travaux sur l'atmosphère, il participe à la rédaction d'un catalogue d'étoile, réalise des mesures d’occultation par la Lune de 350 étoiles et étudie les comètes ainsi que les satellites naturels de Jupiter. Lors de l'éclipse du 30 août 1905, il accompagna Charles André à Roquetas en Espagne pour étudier le champ électrique et l'ionisation de l'atmosphère pendant l'éclipse,. Grand sportif, Le Cadet travaille également à l'observatoire éphémère créé par Jules Janssen sur le mont Blanc.
Il est élu membre de l'Académie des sciences, belles-lettres et arts de Lyon le 6 décembre 1904.

### Observatoire central de l'Indochine

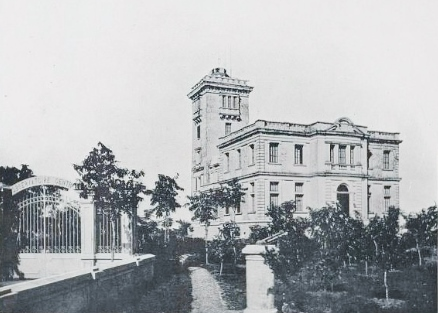
L'Observatoire central de l'Indochine à Phu-Lien.

En 1905, il est nommé météorologiste titulaire à l'observatoire de Phu-Lien en Indochine. Il en devient directeur en 1906 et est promu directeur de l'Observatoire central de l'Indochine, fondé en 1901 par Louis Froc, le 24 novembre 1910. Station météorologique avant tout, l'observatoire n'était équipé que d'une modeste lunette équatoriale de 12 centimètres d'ouverture. Il publie en 1911 les « Résultats des observations météorologiques faites à l'Observatoire central de l'Indochine » et, en 1917, « Régime pluviométrique de l’Indochine » basé sur l’observation de 99 stations. Il occupe cette fonction jusqu'à sa retraite en 1925. Il retourne ensuite à Lyon où il meurt le 12 mars 1933.

## Vie privée
Georges Le Cadet se marie le 11 juillet 1898 à Lyon avec Reine Bedetti, fille du violoncelliste lyonnais Pio Bedetti. Ses deux témoins sont Charles André et Auguste Lumière.